# Армати (Савона)
Армати је насеље у Италији у округу Савона, региону Лигурија.
Према процени из 2011. у насељу је живело 35 становника. Насеље се налази на надморској висини од 220 м.